# Муанда, Сезар
Сезар Муанда (Cesar Mouanda; род. 1982) — конголезский шашист (международные шашки), серебряный призёр чемпионата Африки 2024 года, бронзовый призёр командного чемпионата Африки в составе команды Конго (2021) и бронзовый призёр этого же чемпионата в формате блиц.

## Спортивная биография
Сезар Муанда в составе сборной Конго на командном чемпионате Африки в 2021 году завоевал бронзовую медаль в основной программе и в блице.
В 2024 году на чемпионате Африки победил в подгруппе 2 и вышел в финал. В финале опередил предыдущего чемпиона континента ивуарийца Жюля Атсе и занял второе место после соотечественника Тардорела Итуа. В формате блиц стал бронзовым призёром.
На чемпионате мира 2025 года занял 4 место в подгруппе D, что обеспечило итоговое 15-16 место (в финал вышли 12 шашистов).

## Чемпионат мира
- 2025 — 15-16 место (4 место в полуфинале)

## Чемпионат Африки
- 2021 команды (3 место)[3]
- 2024 (2 место)